# Haus Wedler
Das Haus Wedler ist ein denkmalgeschütztes Bauwerk in Darmstadt.

## Geschichte und Beschreibung
Das Haus Wedler wurde in den Jahren 1910 und 1911 nach Plänen des Architekten Leonhard Schäfer erbaut.
Der zweigeschossige Kubus besitzt ein Zeltdach.
Typische Details sind:
- auffällige Fenster und Türen mit aufwendigen Details
- biberschwanzgedecktes Zeltdach
- Bruchsteinsockel
- Bruchstein Einfriedung
- Holzverschindelung
- Fenstergitter
- verzierte Klappläden
- Eingang mit Puttenschmuck
- Holzhaustür
- Kugeln
- Geländer